# Дача князя Орлова
Орло́вский дворе́ц — неоготический дворец в составе усадьбы князей Орловых в Стрельне, пригороде Санкт-Петербурга. Дворец был разрушен во время Великой Отечественной войны, но некоторые постройки бывшей усадьбы сохранились и являются объектом культурного наследия России. По состоянию на 2016 год в его состав входят: башня-руина, готические ворота, грот, дом привратника, колодец, конюшенный двор (ворота, здание с ионическим портиком, две конюшни, кузница, ледник, две оранжереи), Туфовый мост, «Парнас».

## История

### Владельцы
Около 1800 года в Стрельнинской слободе была построена первая казённая дача с главным домом и флигелем, которую выкупил советник Польской канцелярии Ф. Е. Кудер. В 1820-х имение уже принадлежало баронессе Строгановой. У неё в начале 1830-х землю выкупил князь Алексей Орлов. Дополнительные земли пожаловал Орлову в 1834 году император Николай I: участки были заселены, и ради высочайшего подарка пришлось переносить дома и постройки прежних хозяев в другое место.

### Описание усадьбы
Усадебный ансамбль по проекту архитекторов Иосифа Шарлеманя и Петра Садовникова был сформирован в 1833—1839 годах и выдержан в модном тогда готическом стиле. В него вошли деревянный двухэтажный дворец с флигелями, башня и обширный пейзажный парк. Спроектированный Садовниковым двухэтажный дворец графа Орлова был выполнен из дерева и обращён к Заводскому пруду (у которого во времена Петра I стояли кирпичные заводы) главным фасадом. С северной стороны имел четырёхэтажную башню. Восьмигранные пилоны по углам здания, зубчатые парапеты над карнизами, эркеры, стрельчатые фронтоны придавали дворцу живописный вид. В июле 1834 года в присутствии всего двора состоялось торжественное открытие дворца. По словам современницы, в нем впечатляли три вещи, которых не было ни в одном из столичных домов:
Это, прежде всего, потолки, сработанные с восхитительным тщанием и изяществом из белого гипса с рельефами в мавританском стиле — они поразительно эффектны. Затем двери — во всех комнатах они почти в уровень с потолком, массивные, резные, из красного дерева. Они напоминают прекрасные двери в неаполитанских дворцах, которые пропускают столько воздуха! И третья из прекрасных вещей — стрельчатые окна и зеркала в деревянном обрамлении, выполненном очень искусно. Графиня Орлова сама наблюдала за ходом всех работ в доме и доказала, что имеет хороший вкус.
 Планировочное решение было простым — центральный двухэтажный объём соединялся с двумя флигелями одноэтажными корпусами. В центре обращённого к пруду главного фасада выделялась широкая крытая терраса с выходом в парк. Её крыльцо с двух сторон украшали чугунные орлы на шаре — символ рода Орловых.
Возле террасы на двух высоких постаментах стояли бронзовые скульптуры «Укротителей коней» П. К. Клодта, авторское повторение установленных на Аничковом мосту. В 1854-м художник Василий Семёнович Садовников написал акварель с изображением дворца Орлова и скульптуры Клодта, картина хранится в ГМИ Санкт-Петербурга. Скульптуры из «Отрады» были демонтированы и переплавлены во время Великой Отечественной войны, «чтобы не достались врагу».
С 1840-х по 1850-е Садовников работал над пейзажным парком и усадебной территорией. По его проекту в южной части имения были созданы готические колодец и башня-руина с гротом. В центре пруда был насыпан островок, получивший название «Остров Любви», к нему вёл однопролётный Туфовый мост. В пейзажном парке разместился лабиринт «как у Минотавра» с домиком в центре.

### XX век
После революции усадьбу национализировали, начиная с 1920 года в разное время в ней располагались сначала Летняя детская колония, затем школа ОСОАВИАХИМ, школа фабрично-заводского ученичества и кинотехникум. Территория парка принадлежала танковому полку и использовалась для стоянки техники. В сентябре 1941 года Орловский дворец сожгли при отступлении советские войска.
Во время Второй Мировой войны Значительно пострадавший в войну дом привратника был практически разрушен пожаром в 1950-м. В 1951-м была проведена экспертиза усадьбы, по результатам которой дом привратника оценили как разрушенный на 57 %, бывшую караульную решено было передать под библиотеку, а Орловский парк превратить в зону общественного отдыха.

## Современность
К 2000-м сохранились парк с прудами и туфовым мостом, садовые постройки и руины конюшенного двора с оранжерейным комплексом. Конюшенный двор был передан под военную автобазу. В 2009-м году КГИОП зафиксировал незаконное строительство мансарды на доме привратника, нарушившее исторический облик здания. В 2016 году была проведена консервация башни и грота, а затем её реставрация.

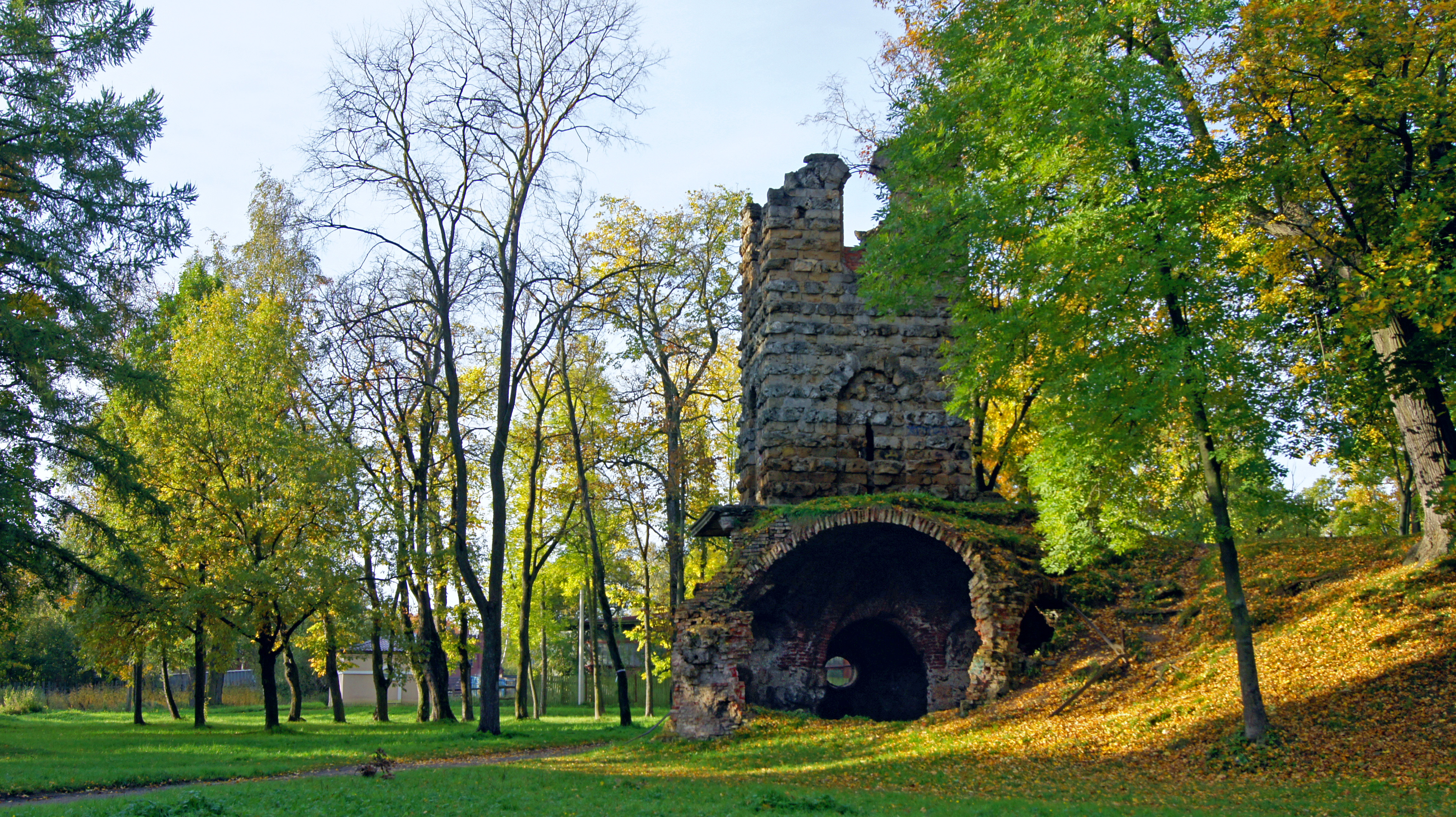
Башня-руина в Орловском парке
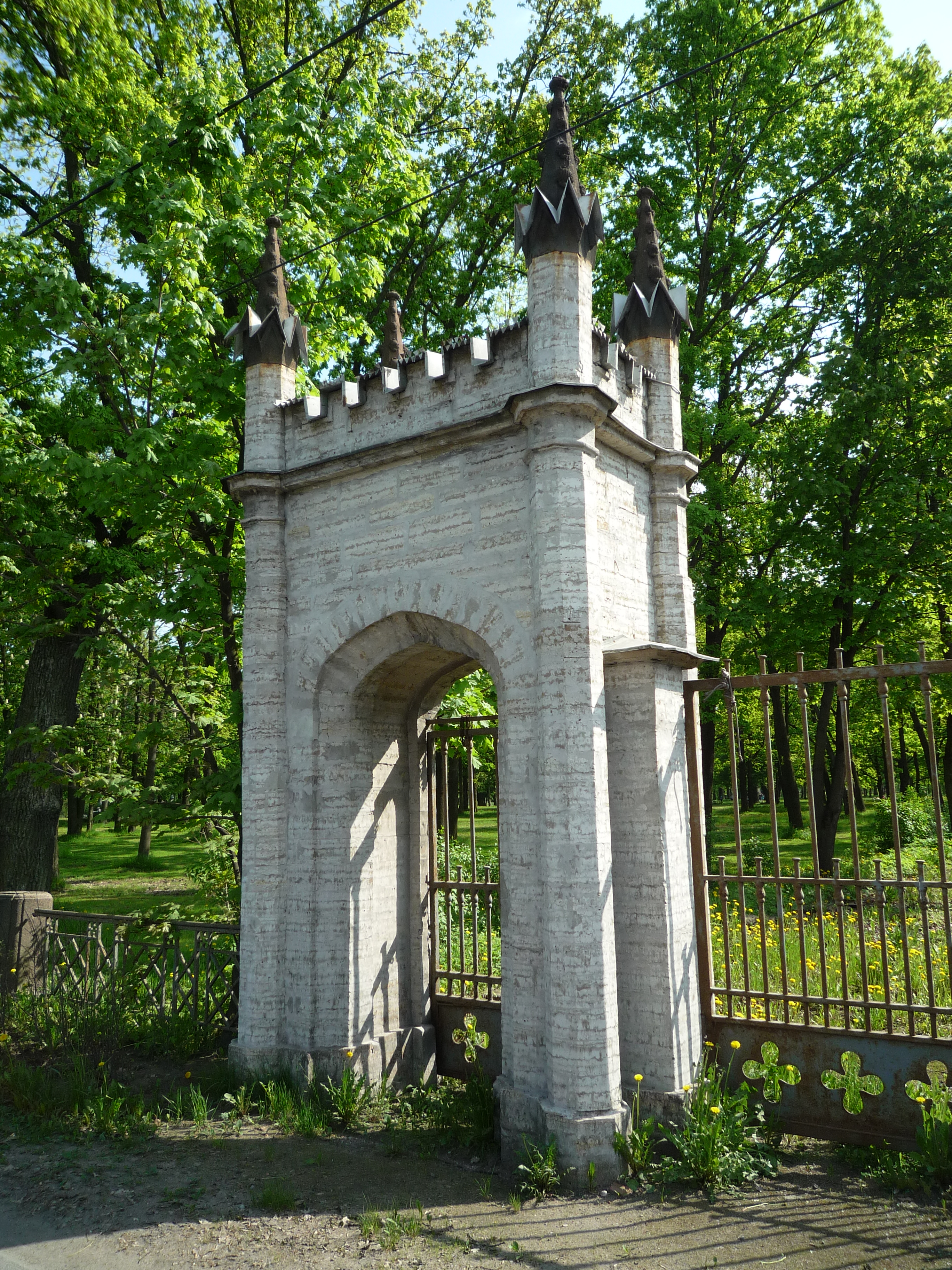
Ворота усадьбы
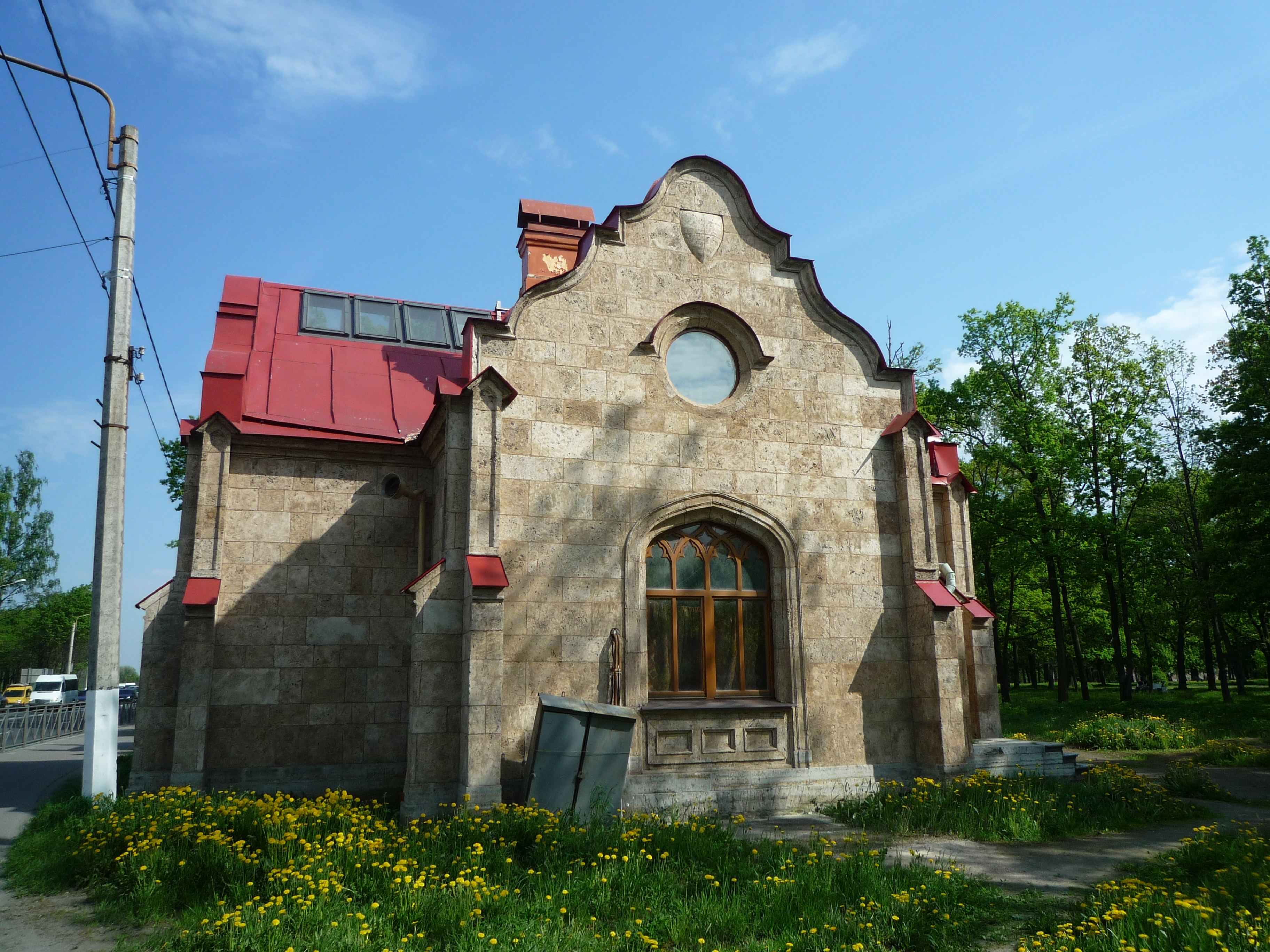
Дом привратника (восстановлен в 1951-1952 гг.)
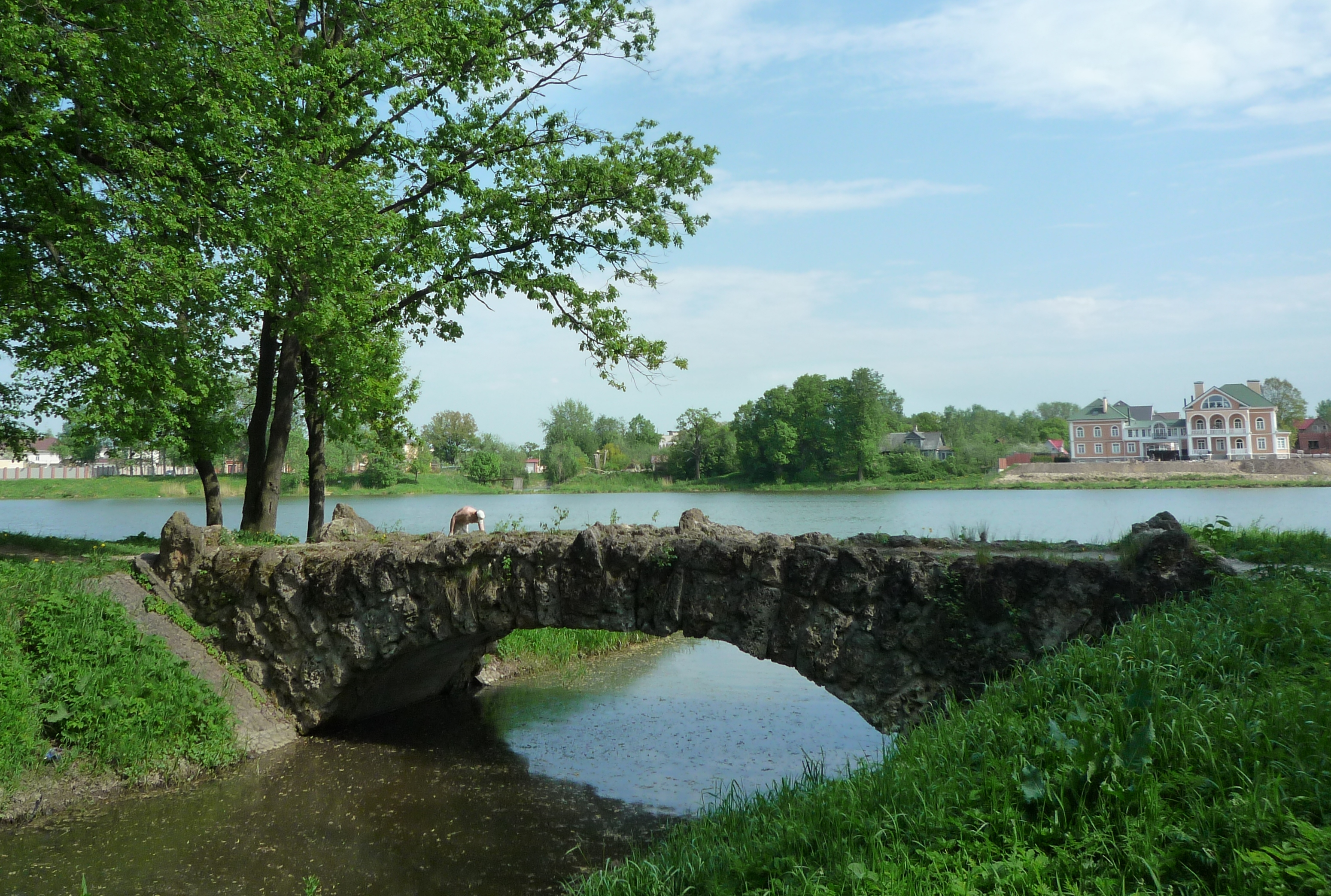
Туфовый мостик на «Остров любви»